# Gora Geofizikov
Gora Geofizikov är ett berg i Antarktis. Det ligger i Östantarktis. Norge gör anspråk på området. Toppen på Gora Geofizikov är 2 259 meter över havet.
Terrängen runt Gora Geofizikov är kuperad åt sydost, men åt nordväst är den platt.  Trakten är obefolkad. Det finns inga samhällen i närheten.